# Aplocera plagiata
Espèce
Aplocera plagiata, la Triple raie ou la Rayure commune, est une espèce de lépidoptères (papillons) de la famille des Geometridae.

## Liste des sous-espèces
Selon Catalogue of Life (18 mai 2016) :
- Aplocera plagiata cypria Prout, 1937
- Aplocera plagiata scotica Richardson, 1952

## Habitats
Milieux sablonneux, landes, friches et lisères sèches, versants chauds.

### Plantes hôtes
Millepertuis.

## Biologie
Bivoltin: mai à juillet puis septembre.